# Nikolas Asimos
Nikolas Asimos, geborener Nikolaos Asimopoulos (geboren 20. August 1949 in Thessaloniki; gestorben 17. März 1988 in Exarchia) war ein griechischer Liedermacher. Er war ein Gegner der griechischen Militärjunta und positionierte sich nach der Niederschlagung des Aufstands am Polytechnio Athen zunehmend gegen die Diktatur. Er starb, nach Haftaufenthalten und Versuchen der Zwangspsychiatrisierung, durch Suizid.